# Jagodina
Jagodina (Servisch: Јагодина) is een industriestad in Servië in het district Pomoravlje, 136 km ten zuiden van Belgrado, langs de snelweg E75 naar Niš. De stad telt ongeveer 71.195 inwoners en ligt aan de rivier Belica. De naam Jagodina refereert aan het Servische woord voor aardbei.
FK Jagodina is de betaaldvoetbalclub van de stad en won in 2013 de Servische voetbalbeker.

## Plaatsen in de gemeente
| - Bagrdan - Belica - Bresje - Bukovče - Bunar - Vinorača - Voljavče - Vranovac - Vrba - Glavinci - Glogovac - Gornje Štiplje - Gornji Račnik - Deonica - Dobra Voda | - Donje Štiplje - Donji Račnik - Dragocvet - Dragoševac - Dražmirovac - Duboka - Ivkovački Prnjavor - Jagodina - Jošanički Prnjavor - Kalenovac - Kovačevac - Kolare - Končarevo - Kočino Selo - Lovci | - Lozovik - Lukar - Majur - Mali Popović - Medojevac - Međureč - Miloševo - Mišević - Novo Lanište - Rajkinac - Rakitovo - Ribare - Ribnik - Siokovac - Slatina | - Staro Lanište - Staro Selo - Strižilo - Topola - Trnava - Crnče - Šantarovac - Šuljkovac |